# Efekt McCollough
Efekt McCollough – złudzenie optyczne, w którym w wyniku długotrwałego patrzenia na pokolorowane kształty (np. poziome lub pionowe linie) wzrok kojarzy te kształty z kolorami, tak że zobaczenie podobnego kształtu automatycznie wywoła wrażenie poświaty tego samego koloru.
Źródło efektu McCollough nie znajduje się bezpośrednio w nerwach wzrokowych, ale prawdopodobnie w obwodach odpowiedzialnych za przetwarzanie obrazu. Efekt utrzymuje się dość długo i nie jest powiązany z konkretnym okiem, czyli długie wpatrywanie się prawym okiem wywoła taki efekt nawet, jeśli później będziemy patrzeć na obiekt lewym.
Zjawisko to po raz pierwszy zostało opisane w 1965 r. przez Celeste McCollough.